# Alejandro Gómez Girón
Alejandro Gómez Girón (Barcellona, 20 luglio 1972) è un ex cestista spagnolo.